# П'єрлуїджі Конкутеллі
П'єрлуїджі Конкутеллі (італ. Pierluigi Concutelli, 3 червня 1944, Рим — 15 березня 2023, там само) — італійський ультраправий терорист. Бойовик неофашистської організації «Новий порядок» (Ordine Nuovo). Один з провідних активістів періоду «свинцевих сімдесятих». Вбивця судді Вітторіо Оккорсіо. Засуджений за кілька вбивств, відбував довічний термін. Відомий під прізвиськом Comandante. Автор спогадів «Я – чорний».

## Збройна боротьба
Конкутеллі організував підпільні курси бойової підготовки молодих неофашистів (зброя надходило від ветеранів Республіки Сало). У жовтні 1969 вперше заарештований. Засуджений на 1 рік 2 місяці за незаконне володіння зброєю. Після звільнення встановив зв'язок з рухом «Новий порядок» і радикальним неофашистом Піно Рауті. Вступив в організацію FUAN, студентська філія MSI, та очолив її місцевий філіал. Відновив військове тренування неофашистської молоді. Після заборони «Нового порядку» восени 1973 року Конкутеллі ухвалив рішення про перехід до збройної боротьби з лівими силами і італійською державою.
Для отримання коштів на збройне підпілля влітку 1975 року здійснив викрадення банкіра Луїджі Маріано. Було отримано великий викуп. Для організації регулярного фінансування угруповання Конкутеллі встановила оперативний зв'язок з мафіозною структурою «Ндрангета». Засоби використовувалися на придбання зброї і забезпечення нелегалів.
Конкутеллі разом зі Стефано Делле К'яє перебрався до Іспанії. Брав участь в терористичних атаках на іспанських ультралівих і баскських сепаратистів. За деякими даними, відвідав також Анголу, де брав участь у громадянській війні на боці антикомуністичного руху УНІТА.
Навесні 1976 року Конкутеллі нелегально повернувся в Італію, доставивши партію зброї. Йому вдалося швидко активізувати бойову структуру «Нового порядку».
10 липня 1976 року П'єрлуїджі Конкутеллі і Джанфранко Ферро розстріляли в Римі суддю Вітторіо Оккорсіо, який курував справи щодо неофашистів.
|                                                                        | Буржуазна юстиція зупиняється на довічному ув'язненні, революційне правосуддя йде далі. |
| — Листівка «Нового порядку», залишена на місці вбивства судді Оккорсіо |                                                                                         |

13 лютого 1977 року був знайдений поліцією та заарештований. Утримувався у в'язницях суворого режиму.

## В ув'язненні
3 квітня 1981 року Конкутеллі разом з активістом Маріо Туті скоїли внутрішньо тюремне вбивство неофашистського терориста Ермано Буцці , запідозрюваного в інформуванні правоохоронних органів. 10 серпня 1982 року з тієї ж причини задушив іншого ув'язненого неофашиста - Карміне Палладіно. Буцці і Палладіно звинувачувалися в терактах на П'яцца Фонтана і на залізничному вокзалі в Болоньї.
16 березня 1978 року суд засудив П'єрлуїджі Конкутеллі до довічного ув'язнення за вбивство Оккорсіо. Ще два довічні терміни були призначені за вбивства Буцці і Палладіно. До четвертого довічного ув'язнення Конкутеллі був засуджений за спроби збройного заколоту.
25 років Конкутеллі відбув в умовах суворого режиму. Здійснив кілька невдалих спроб втечі.
У 2002 році умови утримання Конкутеллі були пом'якшені. У 2008 знову посилені - після виявлення у поверненого з прогулянки Конкутеллі гашишу і ножа . З 2009 року за станом здоров'я переведений під домашній арешт. У 2011 році отримав відстрочку подальшого виконання вироку на дворічний випробувальний термін і умовно вийшов з в'язниці.
У 2008 році опублікована автобіографія П'єрлуїджі Конкутеллі «Я, чорний», написана з допомогою журналіста Джузеппе Ардікі.

## Див.також
- Свинцеві роки
- Італійський соціальний рух
- Стефано Делле К'яє